# L'Héritier
Cet article concerne le film franco-italien de 1973. Pour le premier tome de la bande dessinée Largo Winch, voir L'Héritier / Le Groupe W.
Pour plus de détails, voir Fiche technique et Distribution.
L'Héritier (L'erede) est un film franco-italien réalisé par Philippe Labro, sorti en 1973. En décrivant les difficultés d'un homme contraint d'assumer son héritage, il raconte les interactions entre les pouvoirs politiques, industriels et médiatiques dans la France des années 1970.

## Synopsis
Hugo Cordell meurt dans l’explosion de son avion privé. Il était le PDG d’une importante holding — Cordell SA — qui contrôle des industries lourdes (des aciéries, un chantier naval), un groupe de presse dont fait partie Globe, un hebdomadaire d’actualité et des organismes financiers (la Banque Cordell, un portefeuille d’actions à Wall Street). 
Hugo Cordell n’a qu’un seul héritier : Barthélémy — « Bart ».
L’événement est très médiatisé, y compris internationalement. Un journaliste de télévision — Jean-Pierre Carnavan — mène une conférence de rédaction. Il observe qu’on parle beaucoup de Bart Cordell dans les milieux politiques, industriels et journalistiques, mais qu’il est en fait peu connu. Pour situer le personnage, Carnavan cite quelques faits dont le plus notable est la brouille qui opposait Hugo et Bart. Le père désapprouvait le mariage de son fils avec Giovanella Galazzi, fille de Luigi Galazzi, magnat de l’acier et leader de la nouvelle droite italienne. Hugo avait éloigné Bart à New York, mais l’avait tout de même placé à la tête de ses intérêts pour l’Amérique du Nord. Carnavan décide que Bart Cordell sera le sujet de son émission mensuelle et envoie une équipe pour le suivre.
Dans le même temps, au siège de Cordell SA, André Berthier, qui en est le secrétaire général, reçoit Frédéric Lambert et Liza Rocquencourt qui sont respectivement rédacteur en chef et rédactrice en chef technique de Globe. Berthier leur annonce que Bart Cordell souhaite voir le numéro du magazine consacré à la mort de son père à son arrivée, ce qui suscite les sarcasmes de Lambert.
Dans l’avion qui le ramène de New York, Bart Cordell est accompagné par David Loeweinstein qui est à la fois son ami et son plus proche collaborateur. Au cours du vol, une femme aborde Bart. Ils ont une relation intime, elle en profite pour glisser un ticket de bagages dans la poche de sa veste.
Dès sa descente d’avion, Cordell charge Brayen, un détective privé taciturne, d’enquêter sur l’explosion de l’avion de son père survenue quelques minutes après son décollage de Genève en direction de Paris. Il est ensuite accueilli par Berthier et par les principaux actionnaires du groupe. Frédéric Lambert et Liza Rocquencourt viennent lui présenter bon à tirer de Globe, il leur fait part de la piètre opinion qu’il a de l’hebdomadaire.
Alors qu’ils quittent l’aéroport, un coup de téléphone suggère à la police et aux douanes de s’intéresser à une petite mallette qui a été placée parmi les bagages de Bart Cordell. Il signale immédiatement que cette mallette, qui contient de la drogue, ne lui appartient pas, mais le ticket glissé dans sa poche par la femme rencontrée dans le Boeing tend à prouver le contraire. Cordell charge Loeweinstein de la retrouver et Berthier, qui a des relations, sollicite directement un ministre qui intervient pour que l’affaire en reste là.
Bart Cordell souhaite aller sans délai se recueillir sur la dépouille de ses parents. Il bouleverse l’emploi du temps et le conseil d’administration prévu au siège de la société se tient dans le train qui le conduit sur place. Il y expose sa conception progressiste de la gestion de la société, conception sur laquelle les actionnaires sont circonspects. Profitant d’un moment où ils sont seuls, il propose — avec vulgarité — un rapport sexuel à Liza Rocquencourt. Elle refuse et est particulièrement froissée.
Devant le cercueil de son père, Bart se remémore le jour, peu après la Libération, où ils ont appris la mort, en déportation, de son oncle Rémy. Au retour, Hugo expliqua à Barthélémy l’origine et l’importance de la fortune familiale et conclut en lui disant qu’il n’est pas un enfant comme les autres : il est l’héritier.
À la chapelle ardente, Bart retrouve Monseigneur Schneider, un ecclésiastique dont son père était proche. Bart lui révèle qu’il ne croit pas que la mort de son père soit accidentelle. Selon Schneider Hugo était préoccupé les derniers temps. Ses soucis semblaient procéder de l’union, pourtant déjà ancienne, de son fils avec la fille Galazzi.
Bart Cordell s’installe dans l’appartement privé au siège la société. Il prescrit à Bertier de confirmer tous les rendez-vous pris par Hugo.
Loeweinstein a identifié la femme du Boeing : une call-girl nommée Lauren Corey. Cordell va immédiatement lui demander des explications, elle lui divulgue le nom du commanditaire de la machination : Théron-Maillard.
Brayen vient rendre compte des investigations qu’il a effectuées à Genève. La destination du voyage d’Hugo n’était pas Paris, mais New York, ce que tous ignoraient. Bart demande à Brayen de continuer et de trouver les preuves que la chute de l’avion n’est pas un accident.
Bart Cordell prend possession du bureau de son père et y mène une nouvelle réunion de travail. Il veut changer la ligne éditoriale de Globe pour le rendre plus agressif, ce qui n’est pas du goût de Frédéric Lambert, le rédacteur en chef. L’étrange jeu de séduction entre Liza et Bart continue ensuite de plus belle. Il alterne l’élégance et la goujaterie. Après un échange de gifles, il l’invite à dîner.
David Loeweinstein rencontre Jean-Pierre Carnavan, le journaliste de télévision qui prépare une émission sur Bart Cordell. Carnavan fait allusion au fait que celui-ci a couvert Lauren Corey — une call-girl — de roses, Loeweinstein le dissuade d’en faire état.
Bart rencontre Georges Théron-Maillard, avocat d’affaires, dont Loren Corey lui a dit qu’il était derrière la tentative de compromission de l’aéroport. Théron-Maillard explique être chargé depuis un an de négocier l’achat des entreprises Cordell par un groupe étranger qu’il refuse de nommer, mais il s’offusque quand Bart fait le lien entre ces négociations et l’assassinat de son père, qui refusait de vendre. Lui aussi refuse.
Cordell apprend par Brayen que Campanella, le mécanicien de Genève, a été assassiné. Il explique à Loeweinstein qu’il refuse de vendre les entreprises Cordell et qu’il assumera la succession de son père.
Berthier rencontre le ministre que les projets de Cordell pour Globe rendent perplexe. Berthier le prie néanmoins de faire cesser la surveillance policière dont son patron fait l’objet depuis l’incident de la mallette. Le ministre s’exécute.
Liza Rocquencourt dîne chez Maxim’s avec Bart Cordell, mais, à son grand déplaisir, Lauren Corey est également conviée. Avant de se retirer, elle laisse entendre à Bart qu’elle était beaucoup plus proche de son père que ce qu’il croit. Pendant le dîner, une bombe à retardement est placée sous la voiture de Bart par une équipe dont l’assassin de Campanella fait partie.
Le lendemain sont célébrées les obsèques de Madeleine et Hugo, les parents de Bart Cordell. Luigi Galazzi a fait le déplacement, et la présence de ce leader de la droite néofasciste italienne est très commentée.
À l’issue de la cérémonie, Pierre Delmas, grand reporter à Globe, se présente à Bart. Il rentre d’une longue enquête que son père lui avait demandée et dont il souhaite lui parler.
Leur entretien, dans le taxi qui les ramène à Paris, est interrompu par l’explosion de la bombe placée sous la voiture de Bart qui venait de les dépasser. La voiture heurte un arbre et prend feu. Bart intervient courageusement mais Berthier est blessé et Jean, le chauffeur, est tué ; seul Loeweinstein sort indemne du véhicule.
Bart prend conscience qu’il est directement menacé. Il demande à sa femme, restée à New York, d’aller avec leur fils — Hugo junior — se mettre en sécurité chez son père à Rome.
Cordell retrouve Delmas chez lui. Celui-ci lui révèle que son père l’avait mis sur un coup énorme. Il voulait savoir qui cherchait à acheter les entreprises Cordell. Delmas a découvert que l’homme qui mène l’opération de rachat n’est autre que Luigi Galazzi, beau-père de Bart. Mais l’affaire ne s’arrête pas là, pendant la guerre, Luigi Galazzi a collaboré avec les nazis, ce qu’a refusé de faire Hugo Cordell qui a dû se réfugier aux États-Unis. Galazzi a veillé à l’arrestation et à la déportation de Rémy Cordell, l’oncle de Bart, resté en France. Delmas l’avait appris à Hugo et lui avait remis les preuves qu’il avait réunies ; selon lui, c’est pour en parler à Bart qu’il se rendait à New York au moment où il a été assassiné et il craint que les preuves aient disparu — ce dont doute Bart. Dernière révélation de Delmas : il a appris par le Vatican que Galazzi est impliqué dans la déportation des juifs romains.
Bart demande à Delmas de mettre tout ce qu’il sait par écrit, il publiera l’article s’il retrouve les preuves. Leur entretien est à nouveau interrompu par une tentative d’assassinat. L’appartement de Delmas est la cible de tirs nourris. Les tireurs sont deux hommes, l’un d’eux est celui qui a assassiné Campanella et placé la bombe sous la voiture. Bart retourne la situation et remet cet homme à la police.
À son retour au siège de la société, il congédie Lauren qui devait partir en déplacement en province avec lui. Celle-ci le menace en des termes à peine voilés. Il se met ensuite, avec David, à la recherche des preuves que Delmas a remises à son père.
Dans le même temps, à Rome, Galazzi et son entourage pensent que Cordell ne se doute toujours de rien. Ils sont confiants sur le résultat des prochaines élections législatives, mais savent que le moindre accroc peut leur coûter le pouvoir. Ils sont déterminés mais Théron-Maillard, qui est présent, les incite à la prudence.
Bart demande à Mgr Schneider d’obtenir du Vatican la preuve que Galazzi est impliqué dans la déportation des juifs romains pendant la guerre ; or Mgr Schneider a déjà effectué cette démarche à la demande d’Hugo et, comme Delmas, il lui a déjà remis le document.
Le déplacement en province de Bart est très médiatisé. Il crée une polémique en livrant aux journalistes ses réflexions sur le fait que les dirigeants actuels d’entreprises allemandes sont peut-être les mêmes que ceux qui ont, sous l’occupation, fait déporter son oncle Rémy.
La publication de l’enquête de Delmas se prépare, mais celle-ci est impossible sans les preuves, les recherches de Brayen n’ayant rien donné. Ceci crée des frictions entre Berthier, Delmas et Loeweinstein. Cordell use de son autorité pour ramener le calme.
La relation entre Bart et Liza devient sentimentale. Alors qu’il prend le frais, de nuit, dans la roseraie du manoir familial, Bart remarque une rose artificielle — incongrue en ce lieu. C’est à son pied, sur un microfilm, qu’il trouve enfin les preuves recherchées.
Avant de faire éclater le scandale, Bart demande à Giovanella de quitter le domicile paternel. Quand elle lui indique que c’est chose faite, il lui relate toute l’affaire. Mais il s’interroge sur le rôle qu’elle joue dans la machination ourdie par son père. La vérification du numéro censé être celui de l’hôtel où elle s’est réfugiée montre à Bart que Giovanella lui ment. Il en arrive à la conclusion qu’au début elle ignorait sans doute que Galazzi les manipulait pour s’infiltrer dans le groupe Cordell mais qu’à présent c’est sciemment qu’elle le trahit.
Il se rend immédiatement à Rome pour en ramener son fils, Loeweinstein et Brayen l’accompagnent. Au petit matin, après avoir exfiltré Hugo junior de la résidence Galazzi, c’est sur la route de l’aéroport qu’il lui tient les mêmes propos que ceux que lui avait tenus son père, une trentaine d’années auparavant, et déjà à l’arrière d’une voiture : « tu es l’héritier ».
Dans le même temps, Carnavan commence les répétitions de son émission sur Bart Cordell prévue en direct le soir même. Dans son introduction il cite Scott Fitzgerald : « montrez-moi un héros, je vous montrerai une tragédie ».
À l’aéroport, Bart passe par l’aérogare pour téléphoner à Liza et lui donner le feu vert pour l’impression du numéro spécial de Globe qui est titré « L’Europe des requins » et dont la couverture montre Luigi Galazzi en gros plan. Alors qu’il retourne à l’avion et que les rotatives de globe tournent à plein régime, deux hommes l’immobilisent et deux autres lui tirent dessus à bout portant. Loren Corey assiste au guet-apens.
Inquiet, David Loeweinstein arrive sur place et ne peut que constater la mort de Bart Cordell ; il lui ferme les yeux.

## Fiche technique
- Titre : L'Héritier
- Titre italien : L'erede
- Réalisation : Philippe Labro, assisté de Bernard Queysanne et Alain Payet
- Scénario : Philippe Labro et Jacques Lanzmann
- Musique : Michel Colombier
- Photographie : Jean Penzer
- Montage : Claude Barrois et Nicole Saunier
- Son : René-Christian Forget
- Décors : Théobald Meurisse
- Production : Jacques-Éric Strauss
- Sociétés de production : Président Films (France), Euro International Films (Rome), Cinetel
- Pays de production :  France -  Italie
- Langue originale : français (secondairement italien)
- Format : couleur - 1,66:1
- Genre : policier
- Durée : 112 minutes
- Date de sortie :
  - France : 22 mars 1973
- Affiche : René Ferracci (France)

## Distribution
- Jean-Paul Belmondo : Barthélemy « Bart » Cordell
- Carla Gravina (doublée par Nadine Alari) : Liza Rocquencourt
- Jean Rochefort : André Berthier dit « le Nonce »
- Charles Denner : David Loeweinstein, ami et principal collaborateur de Bart Cordell
- Jean Desailly : Jean-Pierre Carnavan, journaliste
- François Chaumette : Me Georges Theron-Maillard, avocat
- Michel Beaune : Frédéric Lambert
- Pierre Grasset : Pierre Delmas, reporter à Globe
- Maurice Garrel : Brayen, détective privé
- Maureen Kerwin : Lauren Corey, call-girl
- Jean Martin : Monseigneur Schneider
- Marcel Cuvelier : le ministre
- Fosco Giachetti : Luigi Galazzi
- Anna Orso : Giovanella Cordell, épouse de Bart et fille de Galazzi
- Paul Amiot : Hugo Cordell, le père de Bart
- Matti Lassila : Hugo Cordell Jr, le fils de Bart
- Michel Cassagne : André Dubois
- Serge Wagner : Campanella, mécanicien aéropornautique
- Philippe Labro : un journaliste en caban noir à l'hôpital (caméo non crédité)
- Fernand Guiot : l'inspecteur
- Pierre Dominique : le premier tueur
- Jacques Marbeuf : le deuxième tueur
- Étienne Draber : un homme au cimetière

## Fin alternative
Il existe une fin alternative de L'Héritier dans laquelle le personnage de Jean-Paul Belmondo se fait tirer dessus mais survit à ses blessures, alors que dans la fin originale – celle sortie en salles –, le personnage de Belmondo meurt des suites de ses blessures par balles.  
En 2001, Philippe Labro, réalisateur du film, est interviewé à propos de l'existence de cette fin alternative : 

« Je ne la connaissais pas mais, si elle existe bien, cette fin alternative est une honte. C’est moi qui ai signé ce film, de A jusqu’à Z, même jusque dans les détails du décor, truffé d’objets à moi, et je peux vous dire que JAMAIS je n’ai voulu faire une autre fin. Quelqu’un a dû récupérer, je ne sais pas comment, des rushes et retrouver une chute où Jean-Paul rouvrait les yeux. Forcément qu’il les a rouverts avant que l’on ne coupe la caméra ! Je n’ai jamais eu aucun doute sur le fait que Bart Cordell devait mourir à l’issue de mon film. En revanche, le producteur m’a souvent dit qu’on allait perdre 100 000 entrées avec une fin pareille et qu’il ne fallait pas que Cordell meure car les fans de Jean-Paul ne le supporteraient pas. Moi, je restais arc-bouté sur mon idée et sur la phrase de Fitzgerald qui est prononcée par un journaliste dans le film : « Montrez-moi un héros et je vous montrerai une tragédie. » C’était ça la note d’intention du film, je voulais montrer la mort tragique d’un héros en pleine gloire, en calquant son assassinat sur celui de Lee Harvey Oswald par Jack Ruby. Il n’était donc pas question de laisser vivre le personnage, même si, quelque temps après le succès du film, on est venu me proposer une suite, en arguant que le personnage avait pu survivre à son assassinat et que le film commençait à l’hôpital, juste après la tentative d’assassinat. Bref, modifier la fin de mon film, quelque part, c’est du travail de faussaire. La personne qui a fait ça n’avait pas le droit de toucher à mon film. »

— Philippe Labro, réalisateur du film.
En février 2014, le réalisateur revient en vidéo pour le site 1Kult sur cette fin alternative, anecdotique, selon lui. « Cela ne me gêne pas tellement », dit-il.

## Autour du Film
Dans L'Alpagueur, second film de Labro avec Belmondo, on voit une agence de la « Banque Cordell ».
Bart Cordell conduit deux Jaguar XJ6. Ces véhicules sportifs et luxueux tranchent avec les DS noires des autres personnages et illustrent le caractère moderne et dynamique du personnage. Les deux voitures sont équipées du téléphone (on voit Jean-Paul Belmondo tenir un combiné dans un plan). La grande antenne à deux brins apposée sur la vitre latérale arrière est celle d'un poste de télévision.
La voiture panoramique ajoutée au train Paris-Lyon est aujourd'hui en cours de restauration au Centre de la Mine et du Chemin de Fer d'Oignies. Une souscription est ouverte. Jean-Paul Belmondo avait lui-même participé à l'initiation de cette sauvegarde.
Le personnage joué par Pierre Grasset s'appelle Delmas, comme dans le film Deux Hommes dans Manhattan et il est également journaliste; on peut peut-être considérer ça comme un hommage à Jean-Pierre Melville.

## Accueil

### Box-office
- France : 2 030 500 entrées
- Paris : 576 632 entrées